# Prawosławny patriarcha Antiochii
Prawosławny patriarcha Antiochii – jeden z patriarchów w Cerkwi prawosławnej, zwierzchnik prawosławnego Patriarchatu Antiocheńskiego. Czasem jest nazywany greckim patriarchą Antiochii dla odróżnienia od syryjskoprawosławnego patriarchy Antiochii.
Przed 518 r. oba Kościoły – prawosławny i syryjskoprawosławny – uznawały tych samych patriarchów.

## Patriarchowie Antiochii od 518
- 518–521 – Paweł II
- 521–526 – Eufrazjusz
- 527–545 – Efrem z Antiochii
- 546–561 – Domnus II
- 561–571 – św. Anastazy I
- 571–593 – Grzegorz I
- 593–599 – ponownie św. Anastazy I
- 599–610 – Anastazjusz II
- 610–620 – Grzegorz II
- 620–628 – Anastazjusz III
- 628–640 – Macedoniusz
- 640–656 – Jerzy I
- 656–681 – Makary
- 681–687 – Teofanes
- 687–690 – Sebastian
- 690–695 – Jerzy II
- 695–702 – Aleksander
- 702–742 – brak
- 742–744 – Stefan IV
- 744–751 – Teofilakt
- 751–797 – Teodor I
- 797–810 – Jan IV
- 810–826 – Hiob I
- 826–834 – Mikołaj I
- 834–840 – Symeon
- 840–852 – Eliasz I
- 852–860 – Teodozjusz I
- 860–879 – Mikołaj II
- 879–890 – Michał
- 890–902 – Zachariasz
- 902–917 – Jerzy III
- 917–939 – Hiob II
- 939–960 – Eustracjusz
- 960–966 – Krzysztof
- 966–977 – Teodor II
- 977–995 – Agapiusz
- 995–1000 – Jan V
- 1000–1003 – Mikołaj III
- 1003–1010 – Eliasz II
- 1010–1015 – Jerzy Lascaris
- 1015–1023 – Makariusz Virtuous
- 1023–1028 – Eleuteriusz
- 1028–1051 – Piotr III
- 1051–1062 – Jan VI, znany też jako Dionizjusz
- 1062–1075 – Emilian
- 1075–1084 – Teodozjusz II
- 1084–1090 – Nikifor

(Od 1098, patriarchowie przebywali w Konstantynopolu na wygnaniu, zastąpieni przez łacińskiego patriarchę Antiochii.)
- 1090–1155 – Jan VII
- 1155–1159 – Jan IX
- 1159–1164 – Eutymiusz I
- 1164–1166 – Makariusz II
- 1166–1180 – Atanazy I
- 1180–1182 – Teodozjusz III
- 1182–1184 – Eliasz III
- 1184–1185 – Krzysztof II
- 1185–1199 – Teodor IV
- 1199–1219 – Joachim I
- 1219–1245 – Doroteusz I
- 1245–1268 – Symeon II
- 1268–1269 – Eutymiusz II

(Partriarcha powrócił do Antiochii.)
- 1269–1276 – Teodozjusz IV
- 1276–1285 – Teodozjusz V
- 1285–1293 – Arseniusz
- 1293–1308 – Dionizjusz
- 1308–1342 – Marek

(Patriarcha został przeniesiony do Damaszku.)
- 1342–1386 – Ignacy II
- 1386–1393 – Pachomiusz I
- 1393–1401 – Nilus
- 1401–1410 – Michał III
- 1410–1411 – Pachomiusz II
- 1411–1426 – Joachim II
- 1426–1436 – Marek III
- 1436–1454 – Doroteusz II
- 1454–1476 – Michał IV
- 1476 – Marek IV
- 1476–1483 – Joachim III
- 1483–1497 – Grzegorz III
- 1497–1523 – Doroteusz III
- 1523–1541 – Michał V
- 1541–1543 – Doroteusz IV
- 1543–1576 – Joachim IV
- 1577–1581 – Michał VI
- 1581–1592 – Joachim V
- 1593–1604 – Joachim VI
- 1604–1611 – Doroteusz V
- 1611–1619 – Atanazy III
- 1619–1631 – Ignacy III
- 1635–1636 – Eutymiusz III
- 1636–1648 – Eutymiusz IV
- 1648–1672 – Michał III (Zaim)
- 1674–1684 – Neofitos
- 1686–1694 – Atanazy IV
- 1694–1720 – Cyryl III
- 1720–1724 – Atanazy IV (ponownie)
- 1724–1766 – Sylwester
- 1766–1767 – Filemon
- 1767–1791 – Daniel
- 1792–1813 – Eutymiusz V
- 1813–1823 – Serafin
- 1823–1850 – Metody
- 1850–1885 – Hieroteos
- 1885–1891 – Gerazym
- 1892–1898 – Spirydon
- 1899–1906 – Melecjusz II
- 1906–1928 – Grzegorz IV
- 1928–1958 – Aleksander III
- 1958–1970 – Teodozjusz VI
- 1970–1979 – Eliasz IV
- 1979–2012 – Ignacy IV (Hazim)
- od 2012 – Jan X